# Taureau de combat
Le taureau de combat (toro de lidia ou toro bravo en espagnol)  est une race bovine espagnole, principalement élevée pour les spectacles de tauromachie comme la corrida.

## Âge
L'animal se voit attribuer des appellations différentes en fonction de son âge :
- Añojo : jeune taureau d'un an[1].
- Eral : jeune taureau de plus d’un an et de moins de deux ans[2].
- Becerro : jeune taureau de deux à moins de trois ans[3].
- Utrero : jeune taureau âgé de trois à quatre ans (syn. novillo)[4].
- Novillo : jeune taureau âgé de trois à quatre ans (syn. utrero), lidié dans les novilladas[5].
- Toro (taureau en français) : à partir de quatre ans[6].

## Origine
Il appartient au rameau ibérique. Il est élevé principalement pour la tauromachie, originaire des régions du sud de l'Espagne (Andalousie, Estrémadure) ou de Castille-et-León (Salamanque). On compte près de 180 000 individus. Tous sont inscrits au registre généalogique. C'est une race de la péninsule Ibérique. Elle a été exportée en Amérique latine, et dans les pays ayant une tradition tauromachique. En France, elle a été introduite au XIXe siècle en Camargue sous le nom de Brava.

## Morphologie
C'est un bovin de taille moyenne, avec une hauteur au garrot de 137 cm chez les mâles et 134 cm chez les femelles. Les taureaux ont un poids faible de 500 kg et les vaches de 350 kg. La robe est le plus souvent noire ou brun noir, mais différentes couleurs existent : gris, bringé, rouan, rouge et châtaigne. Les muqueuses sont noires. L'allure de ces animaux est assez élégante, avec un cou long et une tête bien droite. Le règlement dispose qu'un taureau ne doit pas peser moins de 440 à 460 kg. Jusqu'en 1917 les taureaux de combat devaient avoir un poids minimum de 525 kg. Le trapío (allure) de l'animal a une très grande importance dans le ruedo, sans toutefois être spécifié  dans le règlement taurin

## Aptitudes

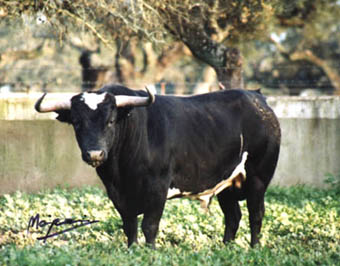
Toro de la ganaderia Sanchez Cobaleda.

La race est élevée pour sa combativité  ainsi que pour la production de viande et de cuir. Les vaches ont un grand instinct maternel. Elles vèlent seules, ont assez de lait pour nourrir correctement leur veau et le taureau défend son petit contre les éventuels prédateurs. Ce sont des animaux capables de s'adapter à des conditions difficiles. Ils sont élevés en système extensif en plein air intégral. Autrefois on leur réservait un espace de 3 à 5 hectares par bête. Désormais, avec l'excès de constructions, il ne leur reste plus que 2 à 3 hectares par bête. Un complément alimentaire peut être amené en période sèche.
La sélection génétique est intense depuis plusieurs siècles, cherchant à produire des animaux combatifs. Ce caractère peu transmissible par héritage nécessite donc un grand réservoir. Chaque année, les veaux sont regroupés, marqués et testés. Les plus aptes au combat sont élevés séparément, les autres sont castrés pour être engraissés. Les femelles sont aussi testées dans des tientas. Seules les plus combatives mériteront d'être gardées pour être des mères de toro. Ce sont les mâles et génisses refusés et les vaches de réforme qui sont fournisseurs de viande. Le taureau qui dirige le troupeau doit être un individu exceptionnel pour conférer à sa descendance les qualités requises. C'est parfois un combattant gracié (indulto) pour sa bravoure et sa noblesse. Le règlement indique très précisément les conditions de la grâce : « Dans les plazas (arènes) de premier et seconde catégorie, quand un animal en raison de sa présentation morphologique, de son comportement dans toutes les phases de la lidia aurait mérité d'être gracié pour maintenir et améliorer au maximum la qualité de la race et de la caste, le président pourra l'accorder (…) si elle est majoritairement demandée par le public, le matador et le ganadero ou le mayoral. »
C'est la race la plus pure d'Espagne. Pour courir, les taureaux doivent être inscrits sur le livre généalogique. Pour s'assurer de ce fait, les éleveurs ne possèdent que des individus de pure race. Cet arbre généalogique est établi pour chaque race fondatrice du taureau de combat qui sont au nombre de trente-six ou trente-sept.

## Qualités au combat

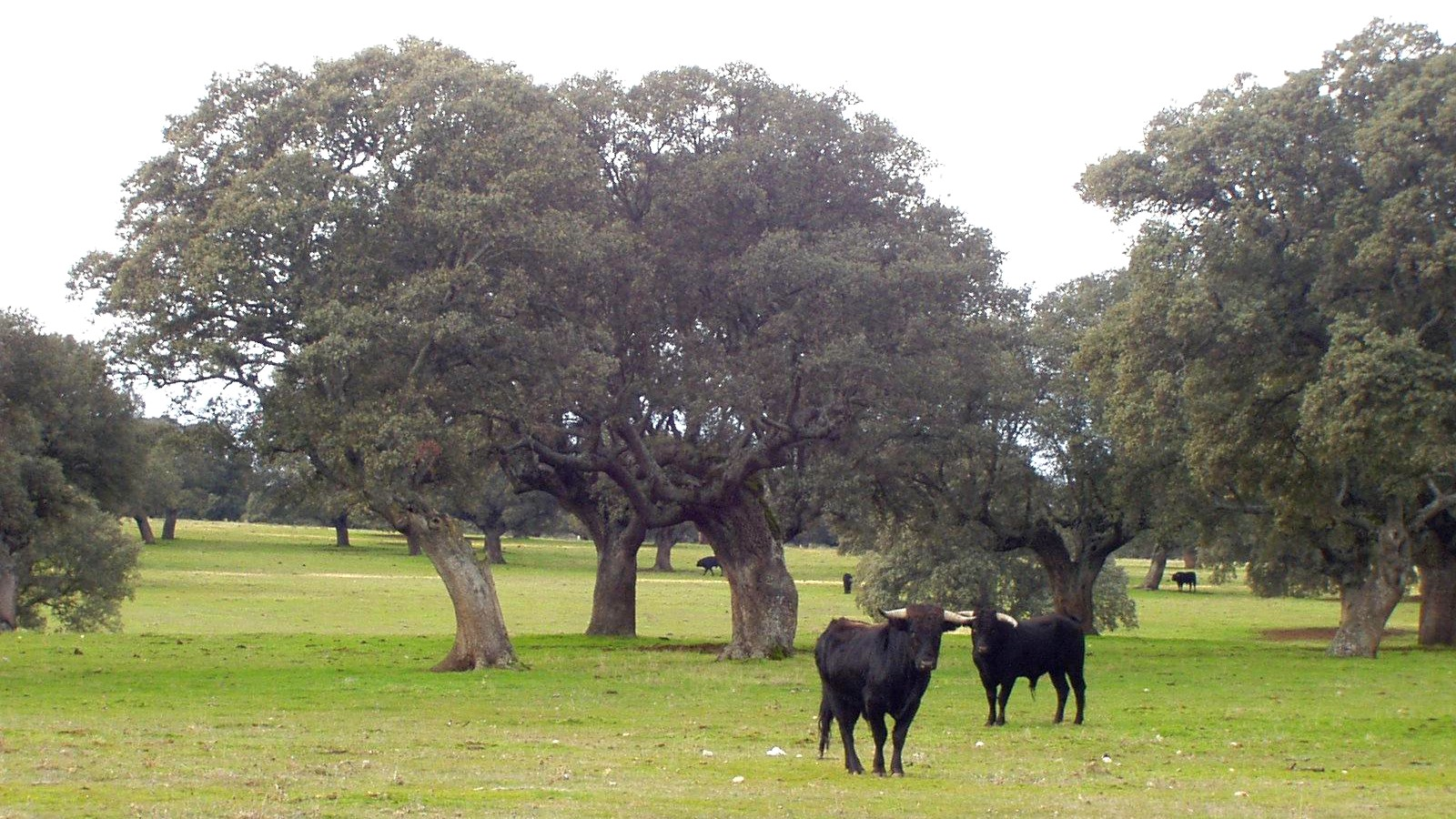
Toros de lidia en élevage extensif, province de Salamanque.

À la sortie du toril, il est marqué de la devise, flot de rubans de diverses couleurs, chaque ganadería ayant sa propre devise.
Les principales qualités que l’on demande au taureau sont la bravoure, la noblesse et la caste.
- Bravoure : qualité fondamentale du taureau de combat. La bravoure se manifeste par la promptitude du taureau à charger à la moindre sollicitation, par la répétition inlassable de ses charges, par l'abnégation dont il fait preuve face aux différents adversaires qui lui sont opposés, notamment le picador[21].

- Noblesse : faculté qu’a le taureau de charger en ligne droite plutôt qu’en « zigzag », en baissant la tête. Certains éleveurs ont tellement recherché la noblesse au détriment de toute autre qualité que leurs taureaux en deviennent « sosos » (« stupides ») (littéralement « fades ») et enlèvent toute émotion au combat[22].

- Caste : ce terme désigne à l’origine chacune des races de taureaux sélectionnés pour la corrida. On dira de tel élevage qu’il est de « caste vasqueña » pour dire qu’il descend de taureaux élevés par l’éleveur José Vasquez, ou de « caste vistahermosa » pour signifier qu’il descend de taureaux élevés par le comte de Vistahermosa[19]. Dans une seconde acception, on dira d’un taureau qu’il a de la « caste » pour indiquer que, d’une manière générale il présente toutes les qualités ou presque que l’on recherche chez le taureau[23].

- Suave : aptitude du taureau à accourir avec franchise au moindre mouvement du matador, sans nervosité, sans coups de tête désordonnés, en suivant l'étoffe d'un élan uniforme[24].

En France, les caractéristiques du bétail à combattre sont contenues dans le chapitre I du titre V du Règlement de l'Union des villes taurines françaises.

### Article annexe
- Liste de races bovines